# بيت اسى باي حجينسكي
بيت إسى باي حجينسكي - هو بيت الذي عاش فيها مأمور، محسن، ومليونير أذربيجاني إسى باي حجينسكي. يقع البيت في مدينة باكو، ناهية سبايل، شارع نفاطون 103.

## تاريخه
تم إنشاء البناء في 1912. عاشوا في هذا البيت زوجته خيرنسى هانم، أبناء سادق باي، أحمد باي، وبنته زيبيدى هانم. وكان موجود لعائلة حجينسكي عدة ممتلكات في مدينة باكو، على سبيل المثال، اليوت في شاريع بول بول، وفيزولي. الرائع منهم البناء الذي يقع قرب برج العزراء، ومعروف باسم بيت الحاجينسكي. لإنشاء بولفار باكو، أنفق إسى باي حجينسكي الكثير من المال، ولذلك قرر بناء ممتلكاته على الواجهة البحرية.
لدخول ممتلكاته على جانبي كانت تماثيل الأسود منحوتة من رخام. للأسف، خلال حوادث مارس في عام 1918, تم تدمير تماثيل الأسود. وحتى بعد أن كان المبنى جاهزًا تمامًا، أعجب حجينسكي البناء للغاية ويعطي المزيد من المال أكثر من الموعود للمهندس المعماري.

## معمارية
هناك العديد من الأسلوب مثل القوطية، الباروك، الحداثة، إلخ.
من الممكن رؤية على البناء اللوحة التذكارية شارل ديغول.

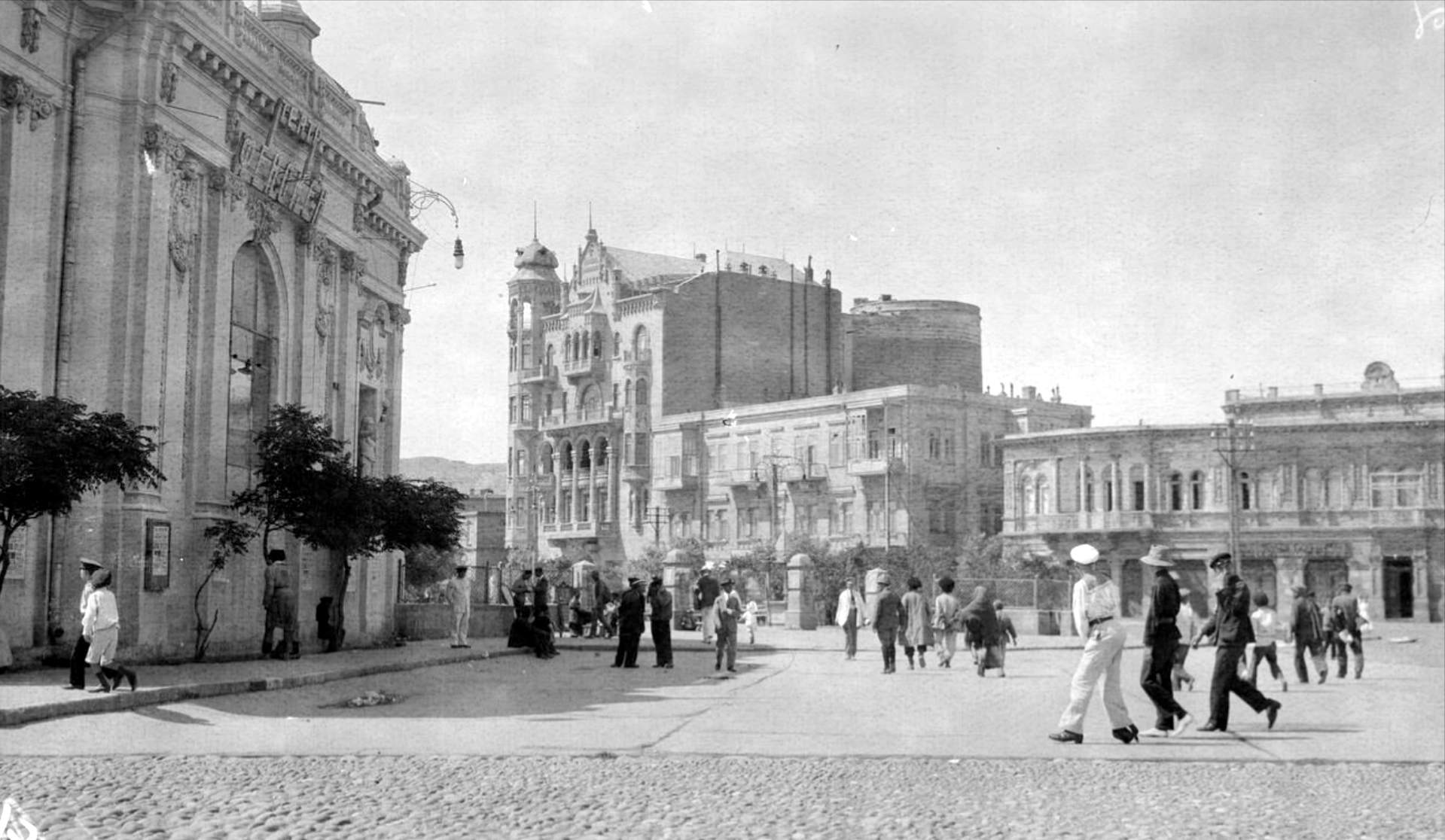
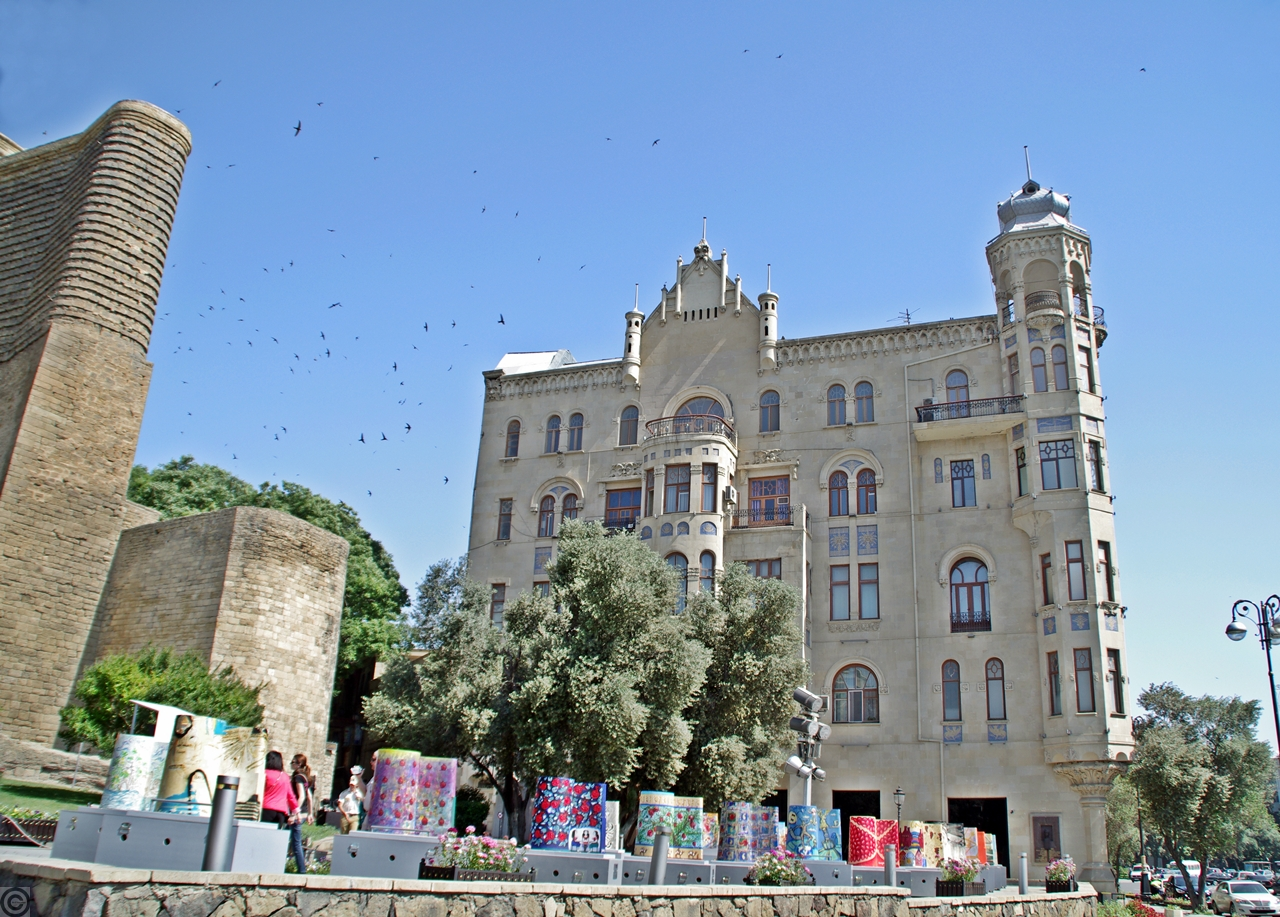
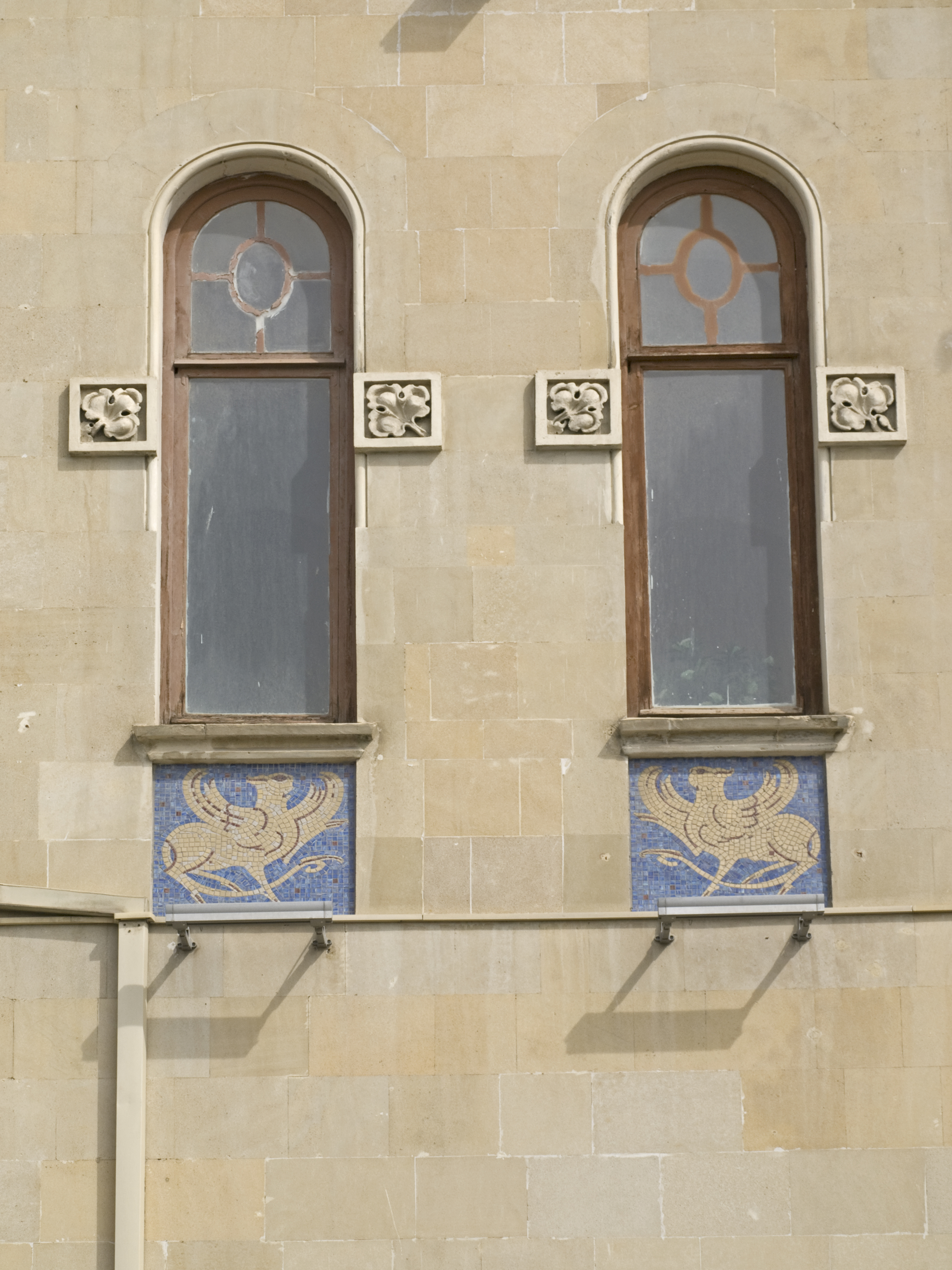
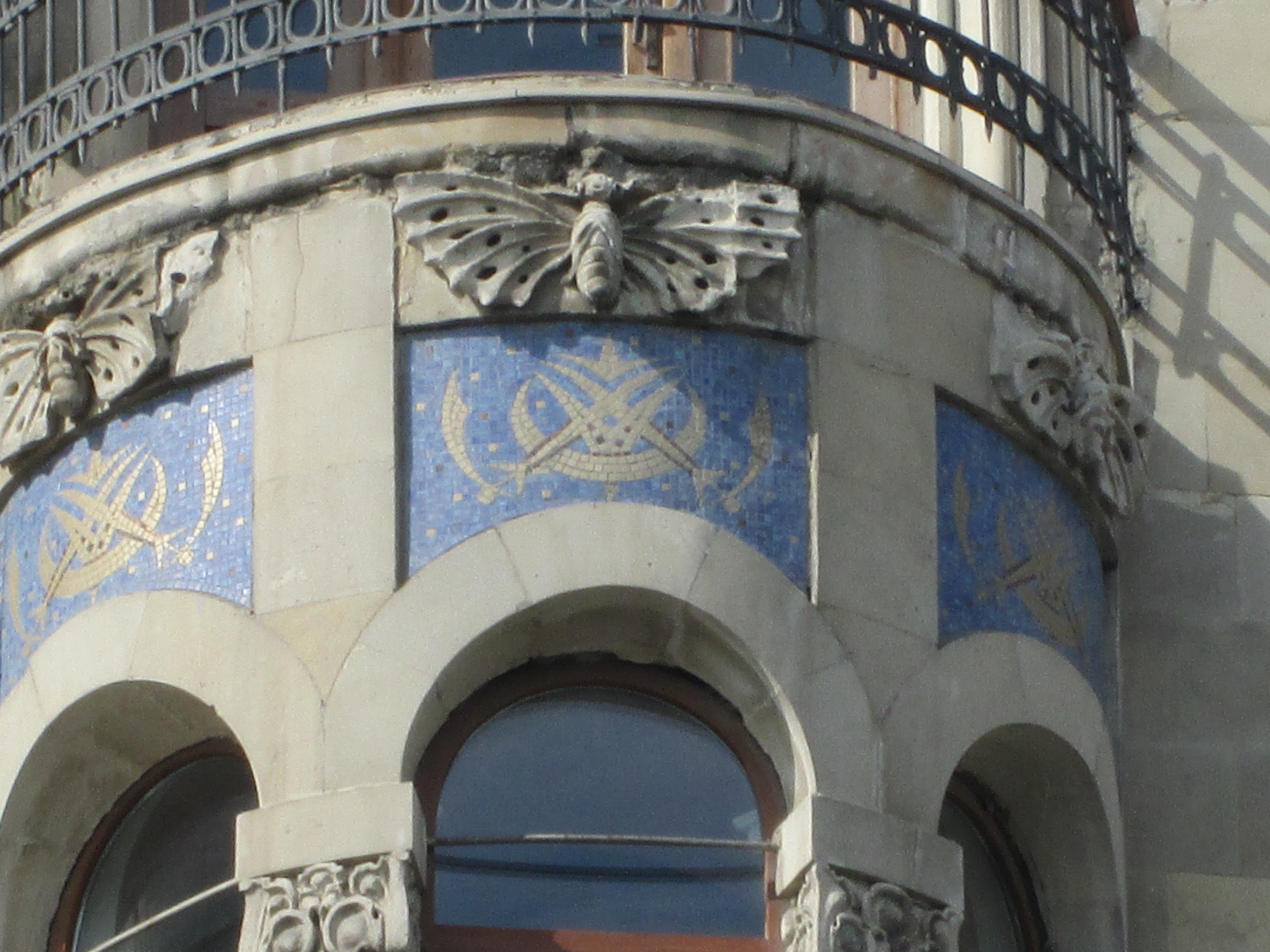